# Premio Marcello Mastroianni
El Premio Marcello Mastroianni es uno de los premios entregados en el Festival Internacional de Cine de Venecia. Fue establecido en 1998 en honor al legendario actor italiano Marcello Mastroianni, fallecido a finales de 1996. El premio fue creado para reconocer a un actor o actriz emergente.

## Premios
| Año  | Actor                           | Película                    |
| ---- | ------------------------------- | --------------------------- |
| 1998 | Niccolò Senni                   | El árbol de la droga        |
| 1999 | Nina Proll                      | Nordrand                    |
| 2000 | Megan Burns                     | Liam                        |
| 2001 | Gael García Bernal y Diego Luna | Y tu mamá también           |
| 2002 | Moon So-ri                      | Oasis                       |
| 2003 | Najat Benssallem                | Raja                        |
| 2004 | Marco Luisi y Tommaso Ramenghi  | Lavorare con lentezza       |
| 2005 | Menothy Cesar                   | Heading South               |
| 2006 | Isild Le Besco                  | L'intouchable               |
| 2007 | Hafsia Herzi                    | The Secret of the Grain     |
| 2008 | Jennifer Lawrence               | Lejos de la tierra quemada  |
| 2009 | Jasmine Trinca                  | Il grande sogno             |
| 2010 | Mila Kunis                      | Cisne negro                 |
| 2011 | Shota Sometani y Fumi Nikaidō   | Himizu                      |
| 2012 | Fabrizio Falco                  | Bella addormentata          |
| 2013 | Tye Sheridan                    | Joe                         |
| 2014 | Romain Paul                     | Le dernier coup de marteau  |
| 2015 | Abraham Attah                   | Beasts of No Nation         |
| 2016 | Paula Beer                      | Frantz                      |
| 2017 | Charlie Plummer                 | Lean on Pete                |
| 2018 | Baykali Ganambarr               | The Nightingale             |
| 2019 | Toby Wallace                    | El glorioso caos de la vida |
| 2020 | Rouhollah Zamani                | The Sun                     |
| 2021 | Filippo Scotti                  | Fue la mano de Dios         |
| 2022 | Taylor Russell                  | Bones and All               |
| 2023 | Seydou Sarr                     | Yo capitán                  |
| 2024 | Paul Kircher                    | Leurs enfants après eux     |